# Morgellons
Morgellons, ou doença de Morgellons, é o nome informal de uma condição dermatológica auto-diagnosticada e sem evidência científica, na qual indivíduos possuem lesões as quais acreditam conter material fibroso. O consenso científico é que não se trata de uma infestação como os pronentes afirmam, mas que se trata de uma forma de parasitose delirante. As lesões normalmente causadas pelo próprio paciente ao se coçar compulsivamente, e as fibras, quando analisadas, tipicamente são de algodão ou outros materiais têxteis.
O nome Morgellons foi dado por Mary Leitão, após rejeitar o diagnóstico médico de parasitose delirante recebido por seu filho.

## Sintomas e diagnósticos
Morgellons não é reconhecido como uma doença única e não tem atualmente uma lista de sintomas ou um diagnóstico diferencial geralmente aceito pela comunidade médica. Os pacientes geralmente fazem o auto-diagnóstico com base em relatos da mídia e informações obtidas a partir da Internet.
O principal sintoma da suposta Morgellons é "uma crença fixa" que as fibras são incorporadas em ou de extrusão a partir da pele.
Rhonda Casey, chefe de pediatria da Universidade Estadual de Oklahoma Medical Center, enquanto trabalhava com o Centro Estadual de Oklahoma Universidade de Ciências da Saúde (OSU-CHS) para a investigação da doença de Morgellons, afirmou que seus pacientes pareciam doentes com sintomas neurológicos, que incluiu confusão, dificuldade para andar e controlar o seu pé (queda do pé), e flacidez na boca ao falar.